# 松井石根 (教育者)
松井 石根（まつい いわね、生没年不詳）は、日本の教育者。松実高等学園学園長、共栄大学国際経営学部非常勤講師。長野県小諸市出身。

## 経歴
- 中央教育審議会委員
- 教育課程審議会委員
- 生涯学習審議会特別委員
- 児童生徒問題行動等調査協力者会議委員
- 日本PTA全国協議会会長
- 少子化への対応を促進する国民会議委員
- 地球環境と資源エネルギーを大切にする国民会議副議長
- 青少年育成国民会議理事
- 日本教育会理事
- 日本ユニセフ協会評議員

を歴任。
| スタブアイコン | サブスタブ | この項目は、まだ閲覧者の調べものの参照としては役立たない、人物に関連した書きかけの項目です。この項目を加筆・訂正などしてくださる協力者を求めています（P:人物伝/PJ:人物伝）。 |